# Kwas jabłkowy
Kwas jabłkowy (kwas hydroksybursztynowy, łac. Acidum malicum, E296) – organiczny związek chemiczny,  α-hydroksykwas dikarboksylowy występujący m.in. w jabłkach i rabarbarze. Jest produktem ubocznym metabolizmu węglowodanów. Jego forma zjonizowana (jabłczan) występuje jako produkt pośredni w cyklu kwasu cytrynowego (cyklu Krebsa).
Zawiera jedno centrum stereogeniczne i jego cząsteczka jest chiralna. Naturalnie występuje enancjomer o konfiguracji L (konfiguracja absolutna S), wykazujący skręcalność właściwą [α]20D = −2,9°. Syntetyczny kwas jabłkowy jest racematem.
Podczas ogrzewania bez dostępu powietrza ulega dehydratacji do mieszaniny kwasu fumarowego i kwasu maleinowego.
Stosuje się go w przemyśle spożywczym jako konserwant oraz w przemyśle farmaceutycznym.